# Prunișor (okręg Mehedinți)
Prunișor – wieś w Rumunii, w okręgu Mehedinți, w gminie Prunișor. W 2011 roku liczyła 524 mieszkańców.